# گورمه (بلغارستان)
گورمه (به بلغاری: Goreme) یک منطقهٔ مسکونی در بلغارستان است که در استان بلاگووگراد واقع شده‌است.